# 58 Aquarii
58 Aquarii, som är stjärnans Flamsteed-beteckning, är en ensam stjärna belägen i den mellersta delen av stjärnbilden Vattumannen. Den har en skenbar magnitud på 6,39  och är mycket svagt synlig för blotta ögat där ljusföroreningar ej förekommer. Baserat på parallaxmätning inom Hipparcosuppdraget på ca 13,4 mas, beräknas den befinna sig på ett avstånd på ca 243 ljusår (ca 75 parsek) från solen. Den rör sig bort från solen med en heliocentrisk radialhastighet på ca 4 km/s.

## Egenskaper
58 Aquarii är en blå till vit stjärna i huvudserien av spektralklass A9/F0 V. (Cowley och Fraquelli [1974] har tidigare klassat den som en jättestjärna av spektralklass A8 III.) Den är en kemiskt speciell Am-stjärna som visar metalliska linjer utan magnetfält i spektret. Den har en massa som är ca 1,7 gånger större än solens massa, en radie som är ca 2,1 gånger större än solens och utsänder från dess fotosfär ca 12 gånger mera energi än solen vid en effektiv temperatur av ca 7 500 K.
58 Aquarii har identifierats som en visuell dubbelstjärna med en omloppsperiod på 829,976 dygn (2,27 år) i en cirkulär bana ( excentricitet = 0).